# The Women (film 2008)
The Women è un film del 2008 scritto e diretto da Diane English, adattamento moderno del film del 1939 di George Cukor Donne, entrambi basati sull'omonima commedia teatrale del 1936 di Clare Boothe Luce.
Il film, con un cast interamente al femminile, si differenzia dall'originale in vari punti. Le protagoniste del film di Cukor erano donne dell'alta borghesia di Manhattan dedite al gossip, nella versione del 2008 le protagoniste lavorano nel campo della moda e della pubblicità, inoltre il personaggio di Alex Fisher, interpretato da Jada Pinkett Smith, è dichiaratamente lesbica.
Il film è stato distribuito nelle sale italiane il 17 ottobre 2008.

## Trama
La stilista di abbigliamento Mary Haines vive in una bella casa di periferia del Connecticut con il suo ricco marito finanziere Stephen e la loro figlia Molly di 11 anni. La sua migliore amica dai tempi del college, Sylvie Fowler, è la direttrice di un'importante rivista di moda che detta le ultime novità in fatto di gusto e stile per le donne fashion di New York City. Quando Sylvie scopre che Stephen ha una relazione con Crystal Allen, una commessa di profumi al "Saks Fifth Avenue", dalla loquace manicure Tanya, si confida con la sempre incinta Edie Cohen e la scrittrice gay Alex Fisher ma esita a dirlo a Mary, che scopre la notizia dalla stessa donna dopo aver ricevuto una manicure stessa. Nonostante l'esortazione di sua madre Catherine a tacere su ciò che sa, Mary affronta prima Crystal, in un negozio di biancheria intima, e poi Steven, prima di chiedere il divorzio.
Sylvie, Edie e Alex uniscono le forze per sostenere la loro amica, ma sorgono complicazioni quando Sylvie, di fronte alla perdita del lavoro, cospira con l'editorialista di gossip locale Bailey Smith confermando i problemi coniugali di Mary in cambio del contributo di Bailey con un profilo di celebrità a la rivista. Mary è stordita dal tradimento di Sylvie e pone fine alla loro amicizia. La figlia di Mary inizia ad abbandonare la scuola e si confida con Sylvie perché sua madre, distratta dagli sconvolgimenti nella sua vita un tempo idilliaca, si allontana.
Mary viene licenziata dal lavoro da suo padre, si rinnova e decide di aprire una propria azienda di design di abbigliamento con l'aiuto finanziario di Catherine. Quando inizia a mettere ordine nella sua vita, fa uno sforzo per legare con Molly, che rivela che il rapporto di suo padre con Crystal sta andando in pezzi e si riunisce con Sylvie, che ha lasciato il lavoro. Con questa conoscenza in mano, Mary si propone di riparare il suo matrimonio fratturato mentre si prepara a svelare la sua nuova linea di abbigliamento femminile in una sfilata di moda a cui hanno partecipato non solo i proprietari di boutique, ma anche l'acquirente di Saks.
Sylvie dice a Mary che ha incontrato un ragazzo e sta pensando di dargli il suo vero numero di telefono. Le acque di Edie si rompono e lei ha un bambino. Maria riceve una chiamata dal marito ed è incoraggiata dagli altri a rispondere; poi organizza un appuntamento con lui. Alla fine, vediamo che viene pubblicata una rivista intitolata Sylvie con i quattro amici in copertina e il libro di Alex è uscito. Viene fornito un indizio sulla possibile uscita di Crystal con l'ex fidanzata di Alex, Natasha. Le donne parlano della rivista, del libro e delle gioie, dei dolori e dei trionfi unici e speciali dell'essere una donna.

## Produzione
Nel 1994 Julia Roberts e Meg Ryan decisero di co-produrre una versione contemporanea del classico di George Cukor, affidando la sceneggiatura a Diane English e la regia a James L. Brooks. Due anni più tardi lo script fu presentato alla Sony Pictures, ma nonostante i pareri favorevoli, il progetto fu messo in stallo quando la Roberts e la Ryan vollero interpretare lo stesso ruolo da protagonista. Diane English revisionò in parte la sceneggiatura e iniziò a considerare l'ipotesi di dirigere lei stessa la pellicola, dopo l'abbandono di Brooks, impegnato alla regia di Qualcosa è cambiato, e della Roberts. Negli anni seguenti molte attrici si candidarono per un ruolo, tra cui Sandra Bullock, Ashley Judd, Uma Thurman, Whitney Houston e Queen Latifah.
Dopo essere stato rifiutato da tutti i principali studi di Hollywood, Diane English decise di sviluppare il progetto come un film indipendente e si avvicinò a Victoria Pearman, la presidente della società di produzione di Mick Jagger, Jagged Films, la quale accettò di produrre il film per la Picturehouse. Dopo essere stato completato, il film venne mostrato ai dirigenti della Warner Bros. (che nel frattempo aveva assorbito la Picturehouse) i quali si dimostrarono scettici ma, grazie al successo commerciale del film Sex and the City, alla fine si convinsero che il pubblico fosse ormai pronto per un film interamente al femminile.

## Informazioni
- Il film di Diane English non è l'unico remake di Donne di Cukor, nel 1956 David Miller diresse una versione musical intitolata Sesso debole? (film 1956).
- L'ultimo film del regista George Cukor fu Ricche e famose del 1981, film che segnava l'esordio cinematografico di Meg Ryan. In Ricche e famose e The Women Candice Bergen e la Ryan interpretano madre e figlia.
- Meg Ryan eredita il ruolo che nel 1939 fu di Norma Shearer, Eva Mendes veste i panni che furono di Joan Crawford e Annette Bening quelli di Rosalind Russell.
- L'unico maschio che si vede nel corso del film è il bambino partorito dal personaggio interpretato da Debra Messing. Nel film del 1939, tutte le interpreti erano femmine, anche la cagnetta della protagonista.

## Critica
Il film ha ricevuto durante l'edizione dei Razzie Awards 2008 una candidatura come peggior attrice per le protagoniste Annette Bening, Eva Mendes, Debra Messing, Jada Pinkett Smith e Meg Ryan.